# Boissiera
Boissiera és un gènere de plantes de la família de les poàcies, ordre de les poals, subclasse de les commelínides, classe de les liliòpsides, divisió dels magnoliofitins.
Espècies:
- Boissiera bromoides var. glabriflora Boiss.
- Boissiera danthoniae (Trin.) A. Braun
- Boissiera pumilio (Trin.) Hack.
- Boissiera squarrosa (Banks i Sol.) Nevski